# Mas Pinell (Torroella de Montgrí)
El Mas Pinell és una urbanització del municipi de Torroella de Montgrí al Baix Empordà aprovada a finals del 1967. Es localitza just al límit sud-est del municipi al costat de les Basses d'en Coll i la platja de la Fonollera. Rep el nom del Mas Pinell. S'hi arriba a partir d'un trencant entre el km 346 i 347 de la carretera C-31.
La recepció d'aquesta urbanització per part de l'Ajuntament de Torroella de Montgrí va tenir lloc, en una primera fase, el 2005, i en una segona, el 2023. Des del punt de vista estadístic poblacional, Mas Pinell forma part del nucli anomenat Mas Pinell-la Gola del Ter.